# داریو اسپینولا
داریو اسپینولا (انگلیسی: Darío Espínola؛ زادهٔ ۱۵ سپتامبر ۱۹۷۳) بازیکن فوتبال اهل آرژانتین است.
از باشگاه‌هایی که در آن بازی کرده‌است می‌توان به باشگاه فوتبال آرسنال ساراندی اشاره کرد.